# Устинов, Валентин Семёнович
Устинов Валентин Семёнович (1931 — 2010) — государственный деятель, первый заместитель министра металлургии СССР (1989—1991), инженер-металлург, доктор технических наук, трижды лауреат государственных премий, один из создателей технологии и промышленного производства титана, материалов для полупроводниковой и космической техники.

## Биография
Родился в станице Брюховецкая Краснодарского края. Учился в средней школе № 1 и закончил её в 1950 году с золотой медалью. Окончил Северо-Кавказский горно-металлургический институт с красным дипломом. Некоторое время работал в Киеве на заводе Вторцветмета, затем поступил на работу на Днепровский титано-магниевый завод. Там он был плавильщиком, помощником мастера, начальником участка, начальником цеха, заместителем главного инженера, главным инженером, директором завода (с 1966). В период его работы комбинат успешно развивал производство губчатого титана, магния, титановых слитков и полупроводниковых материалов. Впервые в стране под его руководством было создано производство самых крупных в то время десятитонных титановых слитков и разработана в промышленном масштабе технология получения магния высокой чистоты.
Член КПСС с 1960 года, депутат XXIII съезда КПСС В 1972 г. В. С. Устинов стал заместителем министра цветной металлургии СССР, а в 1989 г. — первым заместителем министра металлургии СССР. Работая на этих должностях до конца 1991 г., внёс большой вклад в развитие титано-магниевой, редкометаллической, полупроводниковой, электродной и углеграфитовой, твердосплавной промышленности, порошковой металлургии и металлообработки. Особое внимание уделял разработке, созданию и организации выпуска новых материалов, используемых в машиностроении, радиоэлектронной и оборонных отраслях промышленности. Несколько лет был главным редактором журнала «Цветные металлы». Делегат XXIII съезда КПСС.
В. С. Устинов был доктором технических наук, профессором, действительным членом Российской и Международной инженерных академий. Автор более ста научных работ и изобретений, в том числе четырёх монографий по металлургии титана.

## Награды
- орден Ленина[2]
- орден Октябрьской Революции[2]
- два ордена Трудового Красного Знамени[2]
- Почётный металлург СССР[3]
- дважды лауреат Государственной премии СССР[3]
- лауреат Государственной премии УССР в области науки и техники[3]
- лауреат Премии Совета Министров СССР[2]
- медалями

## Память
Имя В. С. Устинова носит школа № 1 станицы Брюховецкая Краснодарского края, выпускником которой он является.

## Сочинения
- Резниченко В. А., Устинов В. С., Карязин И. А., Халимов Ф. Б. Химическая технология титана / отв. ред. А. И. Манохин. — М.: Наука, 1983.